# Helfried Reischl
Helfried Reischl (* 20. Juni 1934 in Böhmisch Röhren bei Wallern, Tschechoslowakei), Schulamtsdirektor a. D., ist ein deutscher Schriftsteller und Übersetzer tschechischer Literatur. 

## Leben
Reischl wurde 1934 in Böhmisch Röhren (heute Tschechien) geboren. Er wurde im August 1946 aus der böhmischen Heimat nach Sachsen vertrieben. Nach dem Abitur 1956 studierte er von 1957 bis 1962 Philosophie und Pädagogik an den Universitäten Würzburg und Regensburg. Von 1962 bis 1967 war er als Volksschullehrer im Landkreis Grafenau tätig, von 1967 bis 1974 war er Seminarleiter für die Ausbildung von Lehramtsanwärtern im Landkreis Grafenau. Von 1975 bis zu seinem Ruhestand im Jahre 1996 war Reischl Schulrat und Leiter des Staatlichen Schulamtes im Landkreis Regen.             
Reischl setzte sich nach der Wende 1989 intensiv für eine deutsch-tschechische Verständigung ein. Neben kulturellen Initiativen auf schulpolitischer Ebene hat sich Reischl im Bereich der tschechischen Belletristik seit 2002 durch zahlreiche  Übertragungen von Böhmerwaldgeschichten Roman Kozáks, František Hobizals, Radovan Rebstöcks und vor allem Karel Klostermanns einen Namen gemacht. Bereits 2008 wurde er für seine Übersetzungsleistungen vom deutsch-tschechischen Karel-Klostermann-Verein mit dem Kulturpreis, der Klostermann-Stele, ausgezeichnet. 
Helfried Reischl hat in 2008 eine Kulturgeschichte des Böhmerwaldes veröffentlicht, in der die Wirtschafts- und Besiedelungsgeschichte des Böhmerwaldes bis 1945 dargestellt wird. Während seiner aktiven Schuldienstzeit hat er ab 1970 pädagogische Schriften und Arbeitshilfen für den Mathematikunterricht an der Grundschule veröffentlicht und am Schulfernsehen (Mathematik für Grundschulen) des Bayerischen Rundfunks mitgewirkt.   
Reischl lebt seit 1968 in Grafenau (Niederbayern), Ortsteil Großarmschlag.    

## Veröffentlichungen

### Publikationen (Auswahl)
- Helfried Reischl: Böhmerwald Kulturgeschichte kompakt. Ohetaler Verlag, 2008.
- Helfried Reischl; Maier, Herrmann: Planungshilfen für den Mathematikunterricht der Grundschule. Verlag Auer, Donauwörth 1976.
- Helfried Reischl; Maier, Herrmann; Wolf, Karl: Mengen und Zahlen im 1. und 2. Schuljahr. Verlag Morsak, Grafenau. 1. Aufl. 1970, 2. Auflage 1971.
- Helfried Reischl; Plößl, Walter: Mathematik. Verlag Wolf, Regensburg 1970–1975.

### Übersetzungen
- Karel Klostermann: Dem Glück hinterher : ein Roman aus dem alten Wien. Deutsche Übersetzung und Nachwort von Helfried Reischl. Verlag Samples, Grafenau 2015.
- Karel Klostermann: Meine Erinnerungen an die Jugendzeit. Deutsche Übersetzung, Nachwort, Kommentar und Anhang von Helfried Reischl. Verlag Samples, Grafenau 2014.
- Ondřej Fibich: Vom Schatz des alten Böhmerwaldes: Sagen und Geistergeschichten aus dem Land zwischen Osser und Libin. Ausgewählt und übersetzt von Helfried Reischl, Stutz Verlag, Passau 2012.
- František Hobizal: Wurzeln im Schreinerland: eine Böhmerwaldnovelle der Jahre 1945/46. Deutsche Übersetzung von Helfried Reischl. Ohetaler Verlag, Riedlhütte 2012.
- František Hobizal: Das Tal Vogelsang. Deutsche Übersetzung von Helfried Reischl. Ohetaler Verlag, Riedlhütte 2008.
- Radovan Rebstöck: Böhmerwald-Eisenbahnen. Deutsche Übersetzung von Helfried Reischl. Ohetaler Verlag, Riedlhütte 2007.
- Šumava – Böhmerwald. Bildband mit Gedichten von Karel Klostermann, Fotografien von Václav Sklenář, Übersetzung von Helfried Reischl. Verlag Rebstöck, Sušice 2006.
- Karel Klostermann: Jugenderinnerungen. Deutsche Übersetzung von Helfried Reischl. Ohetaler Verlag, Riedlhütte 2006.
- Roman Kozak: Das Moldauherz. Deutsche Übersetzung von Helfried Reischl, Stutz Verlag, Passau 2006.
- Vladimir Horpeniak: Kulturdenkmäler im Böhmerwald. Deutsche Übersetzung von Helfried Reischl. Verlag Rebstöck, Sušice 2005.
- Otto Kaskoun: Wanderungen durch den Böhmerwald. Deutsche Übersetzung von Helfried Reischl. Verlag Rebstöck, Sušice 2002.